# Anamylopsora pulcherrima
Anamylopsora pulcherrima är en lavart som först beskrevs av Vain., och fick sitt nu gällande namn av Timdal. Anamylopsora pulcherrima ingår i släktet Anamylopsora och familjen Anamylopsoraceae.   Inga underarter finns listade i Catalogue of Life.